# Oddoniodendron micranthum
Oddoniodendron micranthum är en ärtväxtart som först beskrevs av Hermann August Theodor Harms, och fick sitt nu gällande namn av Baker f. Oddoniodendron micranthum ingår i släktet Oddoniodendron och familjen ärtväxter. Inga underarter finns listade i Catalogue of Life.